# El amor nunca muere (telenovela)
El amor nunca muere es una telenovela mexicana que se transmitió por El Canal de las Estrellas de la cadena Televisa en el año 1982. Está basada en La mentira, una telenovela original de Caridad Bravo Adams, adaptada por Violante Villamil y producida por Ernesto Alonso, bajo la dirección de Alfredo Saldaña. Estuvo protagonizada por Christian Bach y Frank Moro, con las participaciones antagónicas de Sylvia Pasquel y Rebecca Jones, con las actuaciones estelares de Aarón Hernán y Emilia Carranza.

## Argumento
Esta es la historia de dos primas-hermanas, Cecilia y Carolina. Ambas mujeres están enfrentadas, pues las dos están enamoradas del mismo hombre: Ricardo Montero, un joven que busca minas para enriquecerse. Pronto Carolina logra entablar una relación con Ricardo; sin embargo, acaba por asesinarlo tras una discusión y decide manipular la escena del crimen, de modo que todos crean que José se suicidó. 
Guillermo, un primo de Ricardo, llega a la ciudad cuando se entera de lo sucedido. Sin hacer caso de los rumores de la gente, Guillermo cree erróneamente que Cecilia es la responsable de la muerte de Ricardo, por lo que se propone vengarse de ella. Para ello, decide conquistarla para luego casarse con ella, hacer de su vida un infierno y finalmente matarla.

## Elenco
- Christian Bach† - Cecilia Romo-Larrea
- Frank Moro† - Guillermo Montero
- Sylvia Pasquel - Carolina Romo-Larrea
- Rebecca Jones - Mary Ann Daniels
- Aarón Hernán† - Teodoro Romo-Larrea
- Emilia Carranza - Sara Rendón de Romo Larrea
- Olivia Bucio
- Tony Bravo - José Beltrán
- Mario Cid - Padre Marcial
- Eduardo Yáñez - Alfonso
- Guillermo Aguilar - Duval
- Laura León - Azucena
- Francisco Avendaño - Ricardo
- Fabio Ramírez - Santiago
- Aurora Cortés - Nana Gume
- Fernando Sáenz - Ronnie
- Ignacio Rubiell - Genaro
- Tito Durán - Julio
- Bárbara Córcega - Zakuk
- Juan Diego - Tobi
- Antonio Escobar
- Alejandro Ruiz
- Enrique Barrera Merino - Hugo

## Producción
- Historia original: Caridad Bravo Adams
- Adaptación: Violante Villamil
- Director artístico: Jorge Dueñas
- Director de cámaras: Ramón Gama
- Director de escena: Alfredo Saldaña
- Productor: Ernesto Alonso
- Fue una producción de: Televisa en MCMLXXXII.

## Premios y nominaciones

### Premios TVyNovelas 1983
| Categoría     | Nominada       | Resultado |
| ------------- | -------------- | --------- |
| Mejor actriz  | Christian Bach | Nominada  |
| Mejor villana | Sylvia Pasquel | Ganadora  |

Nota: Sylvia Pasquel se convirtió en la primera actriz en recibir el premio TVyNovelas a la Mejor villana.

## Versiones
- La mentira (1952), película dirigida por Juan J. Ortega y protagonizada por Marga López, Jorge Mistral y Gina Cabrera.
- La mentira (1965), telenovela dirigida y producida por Ernesto Alonso para Televisa. Protagonizada por Julissa, Enrique Lizalde y Fanny Cano.
- Calúnia (1966), telenovela dirigida por Wanda Kosmo para TV Tupi en Brasil y protagonizada por Fernanda Montenegro, Sergio Cardoso y Geórgia Gomide.
- La mentira (1970), película dirigida por Emilio Gómez Muriel y protagonizada por Julissa, Enrique Lizalde y Blanca Sánchez.
- La mentira (1998), telenovela dirigida por Sergio Cataño y producida por Carlos Sotomayor para Televisa. Protagonizada por Kate del Castillo, Guy Ecker y Karla Álvarez.
- El juramento (2008), telenovela producida por Telemundo y protagonizada por Natalia Streignard, Osvaldo Ríos y Dominika Paleta. En un principio esta telenovela iba a llevar por título El engaño.
- Cuando me enamoro (2010-2011), telenovela producida por Carlos Moreno Laguillo para Televisa y protagonizada por Silvia Navarro, Juan Soler y Jessica Coch.
- Corações Feridos (2010), telenovela producida por Iris Abravanel para SBT en Brasil y protagonizada por Patrícia Barros, Flávio Tolezani y Cynthia Falabella.
- Lo imperdonable (2015), telenovela producida por Salvador Mejía para Televisa y protagonizada por Ana Brenda Contreras, Iván Sánchez y Grettell Valdez.